# 高柳葉子
髙栁 葉子（たかやなぎ ようこ、1953年5月8日 - ）は、青森県出身の女優。身長160cm、体重55kg。血液型はA型。希楽星所属。

## 出演

### テレビドラマ
- 高速戦隊ターボレンジャー（1989年）第8話
- 火曜サスペンス劇場「救急指定病院」（1992年） - 早川の妻 役
- 古畑任三郎（1994年） - 幡随院フサ子 役
- 八代将軍 吉宗（1995年） - 筒井 役
- 3年B組金八先生（1995-1996年） - 高鳥文枝（よし江の母） 役
- 土曜ワイド劇場「元祖!混浴露天風呂連続殺人」第18作「みちのく津軽の秘湯に消えた女」（1998年11月21日） - 志津代 役
- すずらん（1999年）
- ドーラク弁護士（1999年）
- 私の青空（2000年） - 田中ヨシ子 役
- 渡る世間は鬼ばかり第5シリーズ（2000年） - 「おかくら」の客 役
- タクシードライバーの推理日誌」（2004年）
- 世にも奇妙な物語「48%の恋」（2007年） - 川島の母 役
- 森村誠一の終着駅シリーズ（2010年） - 落合君子 役
- コード・ブルー -ドクターヘリ緊急救命-（2010年） - 青山清美 役
- 鍵のかかった部屋（2012年） - 辻登美子 役
- 雲の階段（2013年） - 佐竹美代子 役
- 初めて恋をした日に読む話 第6話（2019年2月19日） - 花恵会会長 役
- 特捜9 Season3（2020年） ‐ 西島政信の母 役
- 監察医 朝顔 第2シリーズ 第18話（2021年3月15日、フジテレビ） - 参列者 役
- 全っっっっっ然知らない街を歩いてみたものの 第5話（2021年4月1日、フジテレビ）
- おかえりモネ（2021年、NHK） - 井上千代子 役
- 家政夫のミタゾノ 第5シリーズ（2022年、テレビ朝日） - 大島玉代 役
- 育休刑事 第5話（2023年5月16日、NHK総合・NHK BS4K） - 通販タレント 役
- 院内警察 第3話（2024年1月26日、フジテレビ） - 飯塚恵子 役